# Cteniscus quadriceps
Cteniscus quadriceps är en stekelart som först beskrevs av Tohru Uchida 1931.  Cteniscus quadriceps ingår i släktet Cteniscus och familjen brokparasitsteklar. Inga underarter finns listade i Catalogue of Life.